# German Meneses Vogl
German Meneses Vogl (* 16. Dezember 1945 in Chiclayo, Peru) ist ein deutscher Soziologe und Politiker peruanischer Herkunft und lebt in Berlin-Lichterfelde. 

## Leben
Meneses Vogl besuchte zunächst in Lima die Schule und kam später nach Weiden, wo er das Abitur absolvierte. Er studierte in Berlin Psychologie und Soziologie, worin er abschloss. Danach arbeitete er in entwicklungspolitischen Projekten des Berliner Senats.

## Politische Laufbahn
Meneses-Vogl wurde 1979 Mitglied der Alternativen Liste Berlin und gehörte in den Jahren 1981 und 1982 dem Landesvorstand der Partei an. 1984 wurde er Koordinator einer Bundesarbeitsgemeinschaft der Grünen Partei, die sich mit dem Internationalismus auseinandersetzte. Meneses Vogl rückte 1989 im Zuge der Grünen 2-Jahres-Rotation als Vertreter Berlins in den Bundestag nach, dem er bis zum Ende der 11. Wahlperiode 1990 angehörte. Dort war er Mitglied im Innenausschuss und stellvertretendes Mitglied im Ausschuss für wirtschaftliche Zusammenarbeit.
Ende der 1990er Jahre trat er nach einer gescheiterten Kandidatur zum Jugendstadtrat des Bezirks Schöneberg aus der Partei aus.
Nach seiner Zeit im Bundestag wurde Meneses Vogl Fachbereichsleiter Jugendförderung im Jugendamt des Bezirks Hellersdorf von Berlin, wo er ab Mitte der 2000er Jahre bis zu seiner Pensionierung eine Koordinatorentätigkeit bekleidete.